# Гранітно-степове Побужжя (регіональний ландшафтний парк)
Грані́тно-степове́ Побу́жжя — регіональний ландшафтний парк на північному заході Миколаївської області України. Парк охоплює річкову долину Південного Бугу і каньйоноподібні долини його приток — Великої Корабельної, Бакшали, Мертвоводу. Простягається на 70 км від південної частини Первомайська до села Олександрівка Вознесенського району. Розташований у межах природного комплексу Гранітно-степове Побужжя, який є однією з найдавніших ділянок суші Євразії, яка не була покрита морем протягом 60 мільйонів років.
Регіональний ландшафтний парк утворений в 1994 р. рішенням Миколаївської обласної ради, і розташований на території Первомайського, Арбузинського, Доманівського та Вознесенського районів. 
Площа парку — 6267 га.

### Території ПЗФ у складі РЛП «Гранітно-степове Побужжя»
Нерідко, оголошенню національного парку або заповідника передує створення одного або кількох об'єктів природно-заповідного фонду місцевого значення. В результаті, великий РЛП фактично поглинає раніше створені ПЗФ. Проте їхній статус зазвичай зберігають. 
До складу території регіонального ландшафтного парку «Гранітно-степове Побужжя» входять такі об'єкти ПЗФ України:
- Заповідне урочище місцевого значення «Лівобережжя»
- Заповідне урочище місцевого значення «Лабіринт»
- Заповідне урочище місцевого значення «Василева Пасіка»
- Заповідне урочище місцевого значення «Літній хутір Скаржинського»
- Геологічна пам'ятка природи місцевого значення «Турецький стіл»
- Геологічна пам'ятка природи місцевого значення «Протичанська скеля»
- Ботанічна пам'ятка природи місцевого значення «Гирло річки Бакшала»
- Іхтіологічний заказник місцевого значення «Південнобузький»

## Природні умови
Парк розташований на південному краю Українського кристалічного щита, в межах відрогів Подільської та Придніпровської височин. На території парку річка Південний Буг врізається в кристалічний масив Українського щита, в результаті чого на річці існує багато порогів. Рельєф території долинно-балковий. На скелястих берегах видно виходи гранітів, які іноді сягають 40—60 метрів заввишки. Гранітно-степове Побужжя — це справжній гірський ландшафт серед Українського степу. Гранітно-степове Побужжя являє собою залишок відрогів древніх гір, що тягнулися колись на 1000 км з північного заходу на південний схід від Словечансько-Овруцького кряжу до Приазовської височини. У результаті процесів денудації від гір залишилися тільки основи, представлені твердими кристалічними породами. Найпоширеніші чорноземні ґрунти, що займають 95% території. Прируслові частини долини Південного Бугу та острови місцями зайняті заплавними лісами й луками, на схилах річкових долин і балок збереглися ділянки петрофітного (кам'янистого) степу і залишки різнотравно-злакових і чагарникових степів. Протягом останніх 60 мільйонів років ця ділянка суші не піддавалася затопленням.

## Біота

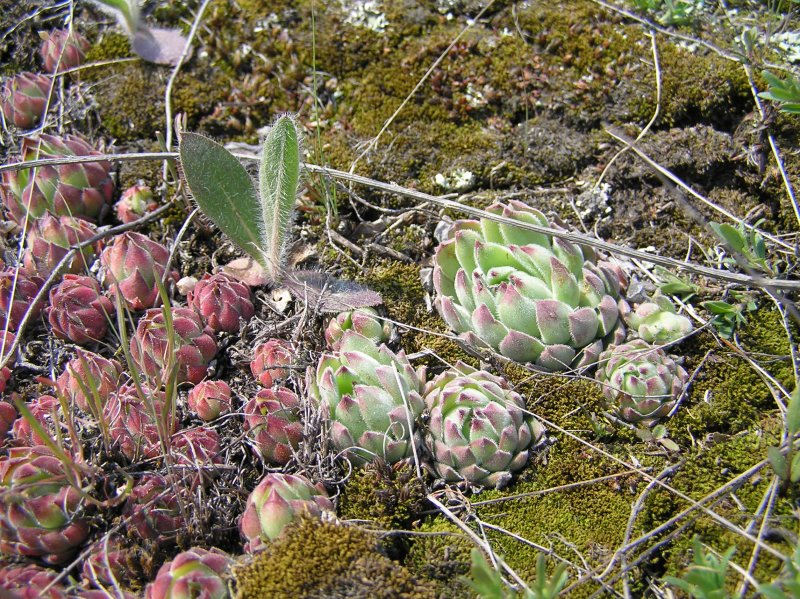
Релікти рослинного світу — молодила
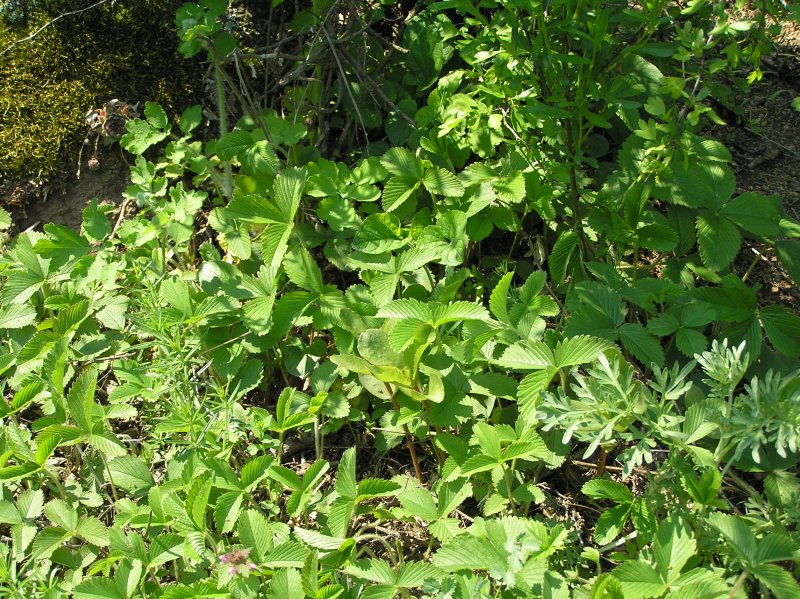
Суниці
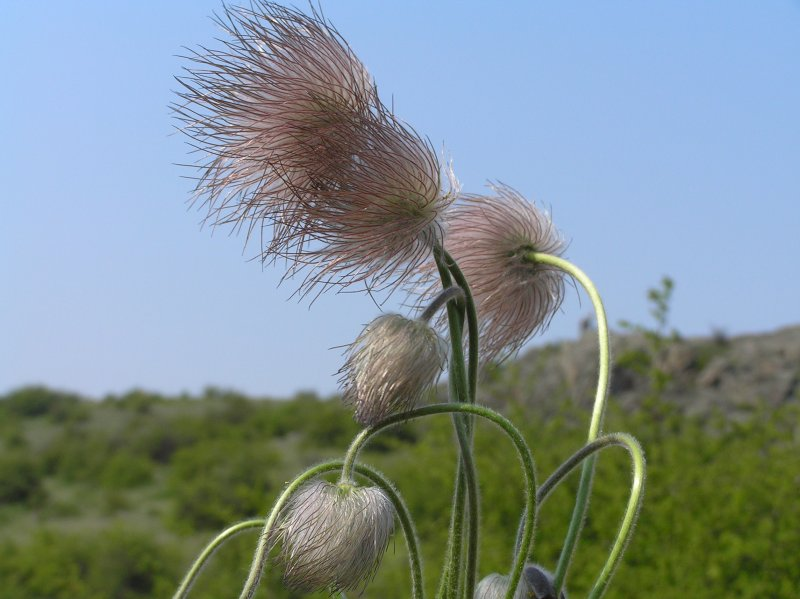
Сон-трава

Гранітно-степове Побужжя характеризується унікальною екосистемою з значною кількістю реліктів та ендеміків з рослин та тварин середземноморського та гірсько-альпійського походження. Виявлено 86 представників флори і фауни, занесених до Червоної книги України та Європейського Червоного списку.

### Флора
На території ландшафтного парку росте близько 900 видів судинних рослин, 26 з яких занесені до Червоної книги України.

### Фауна
Також тут мешкають не менше 9000 видів комах (56 видів занесено до Червоної книги України) і близько 300 видів хребетних тварин (46 видів занесено до Червоної книги України). Серед них слід особливо виділити унікальний комплекс риб порожистої частини Південного Бугу (понад 35 видів). Поряд із поширеними видами тут мешкає марена дніпровська — рідкісний вид риб. Усього в Гранітно-степовому Побужжі зареєстровано 15 видів хребетних тварин, занесених до національної Червоної книги та Європейського Червоного списку. Серед них: шемая дунайська, марена дніпровська, полоз лісовий, полоз жовточеревий, балабан, орел-карлик, видра річкова, борсук європейський та інші.
Внаслідок суцільної розораності прилеглих земель для більшості видів тварин каньйон став останнім притулком.

## Галерея

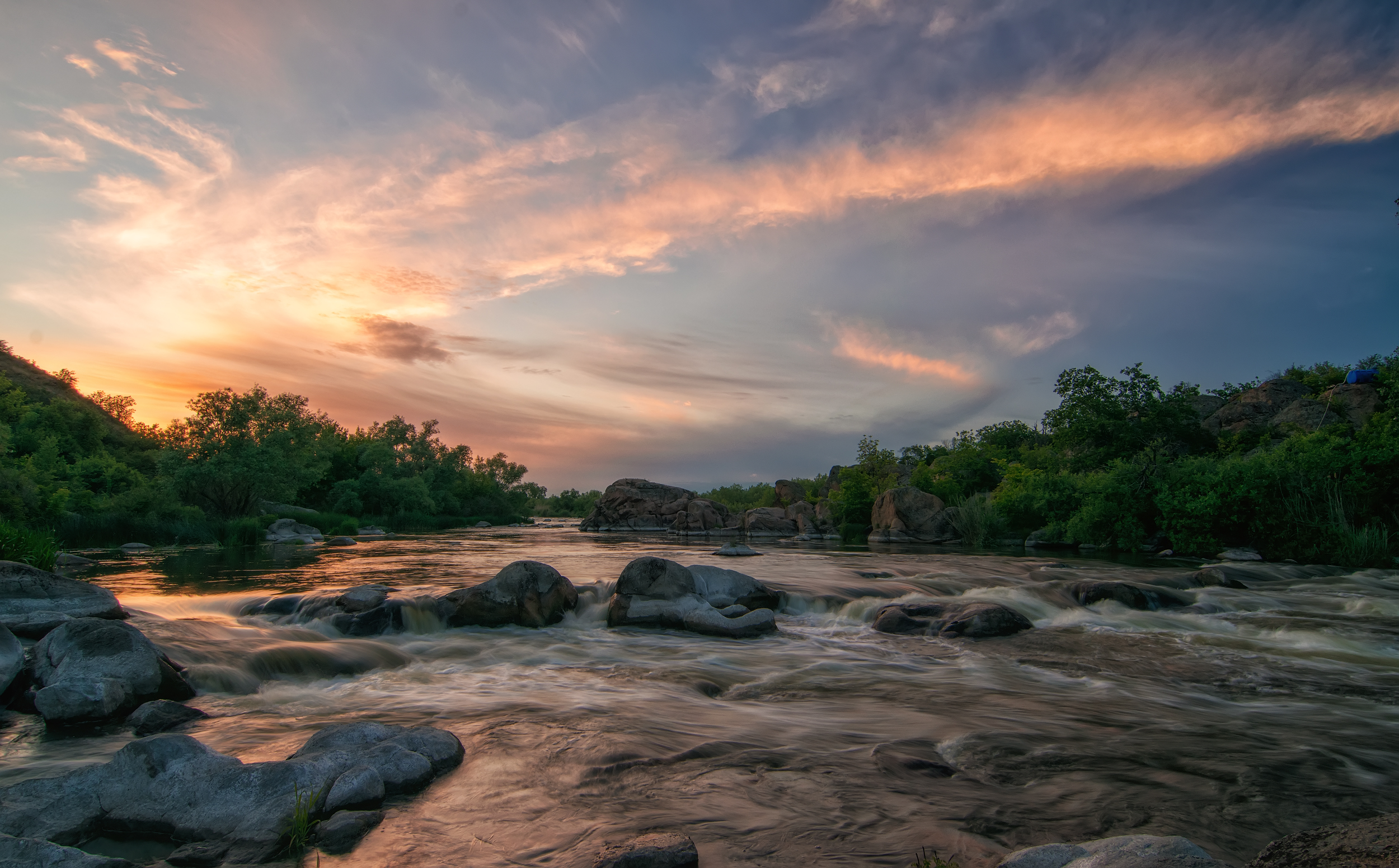
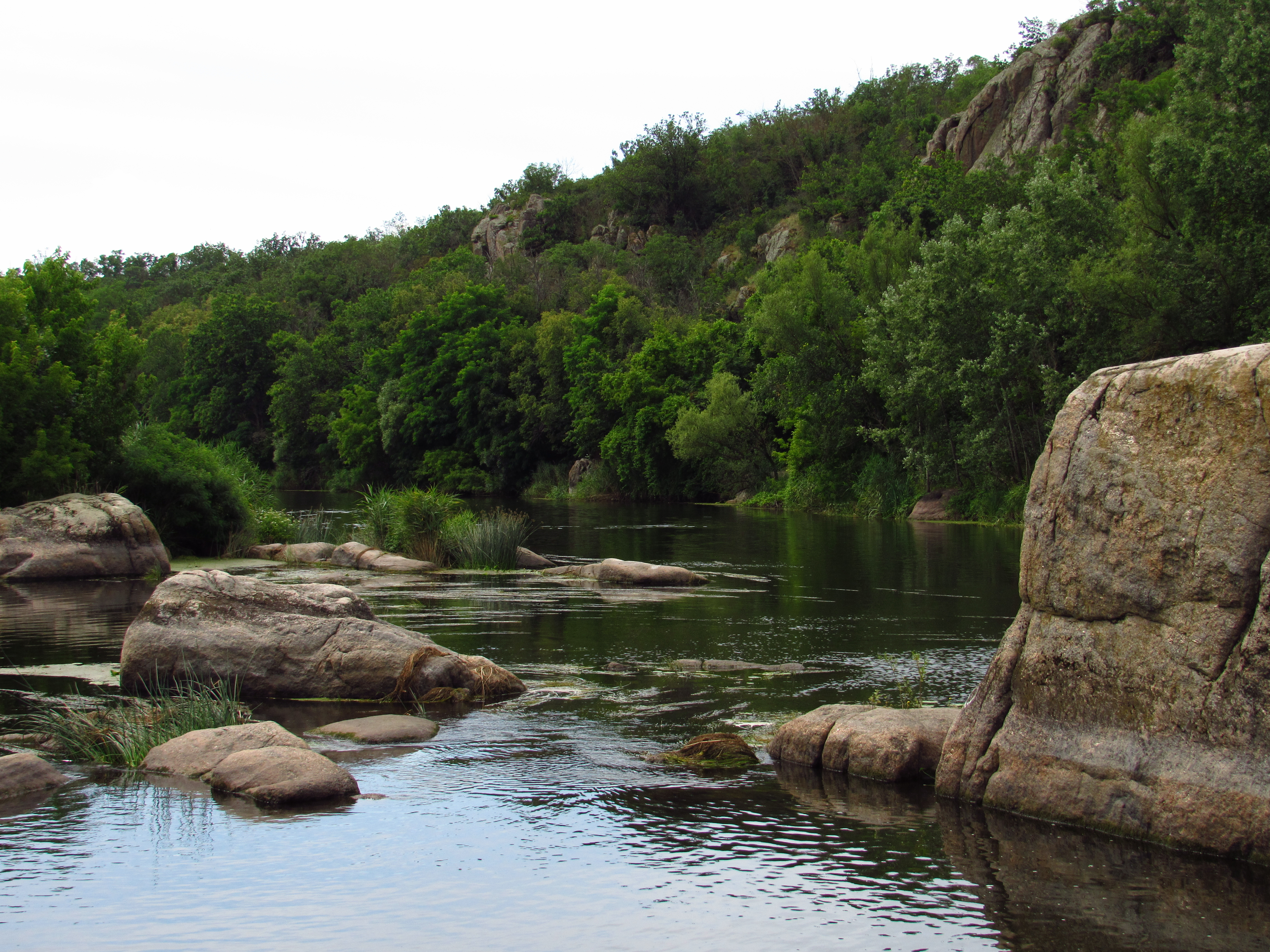
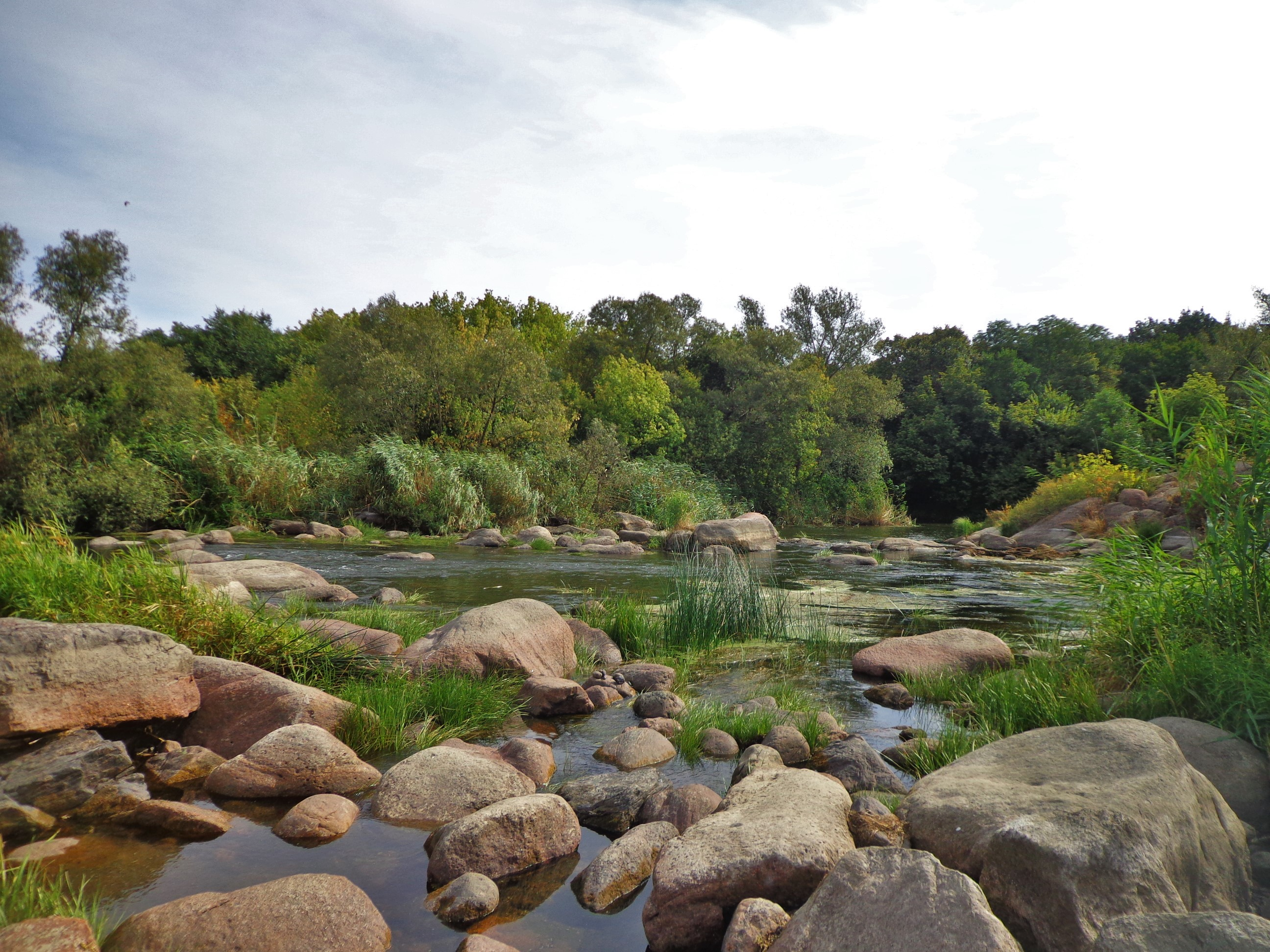
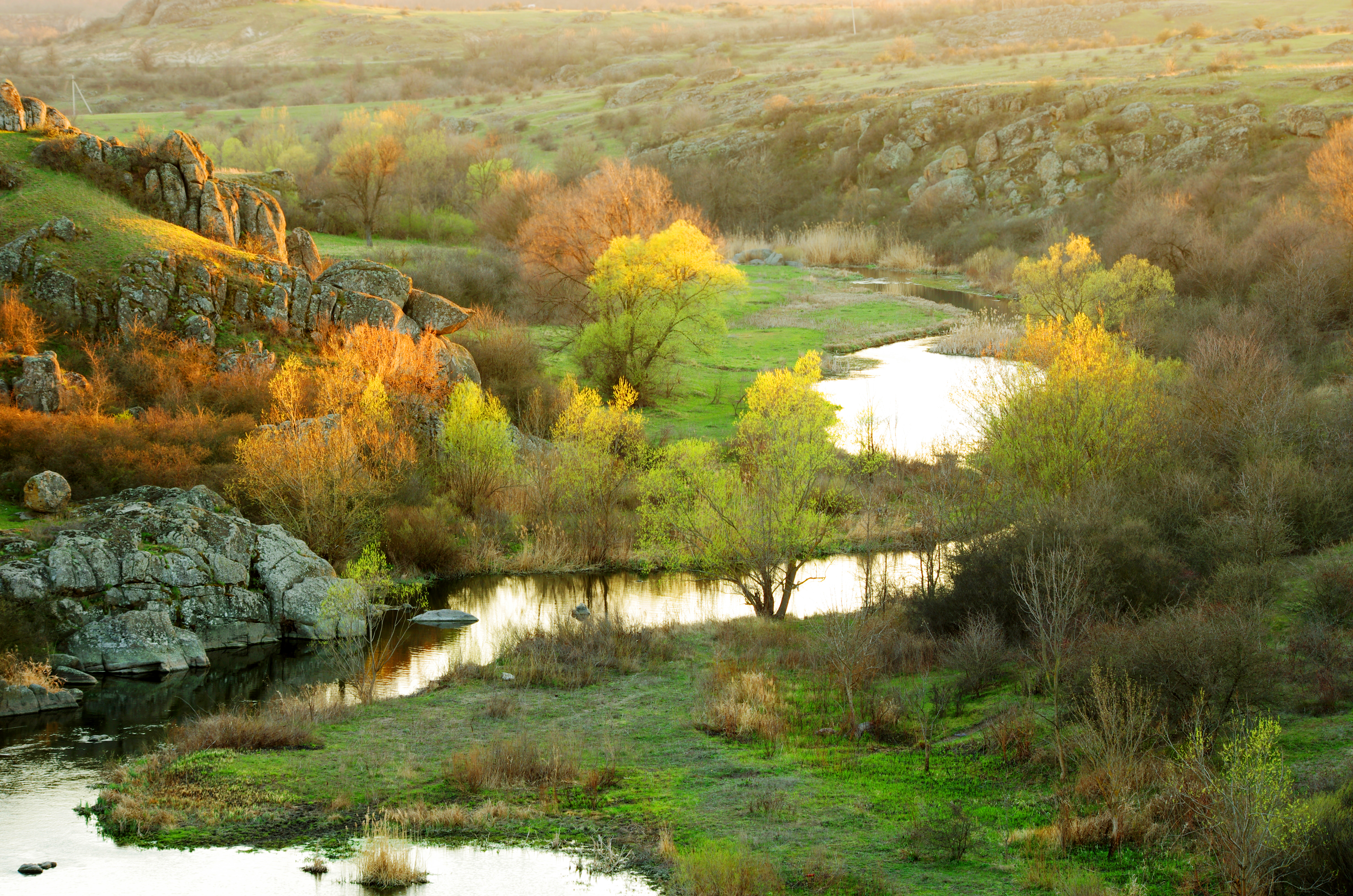